# Стів Годж
Стів Годж (англ. Steve Hodge, нар. 25 жовтня 1962, Ноттінгем) — колишній англійський футболіст, півзахисник.

## Клубна кар'єра
У дорослому футболі дебютував 1980 року виступами за «Ноттінгем Форест», в якому провів п'ять сезонів, взявши участь у 123 матчах чемпіонату. Більшість часу, проведеного у складі «Ноттінгем Форест», був основним гравцем команди.
Згодом, з 1985 по 1996 рік грав у складі клубів «Астон Вілла», «Тоттенгем Готспур», «Ноттінгем Форест», «Лідс Юнайтед», «Дербі Каунті», «Квінз Парк Рейнджерс» та «Вотфорд». Протягом цих років виборов титул чемпіона Англії, став дворазовим володарем Кубка англійської ліги.
Завершив професійну ігрову кар'єру у нижчоліговому клубі «Лейтон Орієнт», за який виступав протягом 1997—1998 років.

## Виступи за збірну
1986 року дебютував в офіційних матчах у складі національної збірної Англії. Протягом кар'єри у національній команді, яка тривала 6 років, провів у формі головної команди країни 24 матчі.
У складі збірної був учасником чемпіонату світу 1986 року у Мексиці та чемпіонату світу 1990 року в Італії.

## Титули і досягнення
- Чемпіон Англії (1):

«Лідс Юнайтед»: 1991-92
- Володар Кубка англійської ліги (2):

«Ноттінгем Форест»: 1988-89, 1989-90
- Володар Суперкубка Англії (1):

«Лідс Юнайтед»: 1992
- Чемпіон Європи (U-21): 1984